# Belchenflue
Belchenflue är ett berg i Schweiz.   Det ligger i distriktet Bezirk Olten och kantonen Solothurn, i den centrala delen av landet, 50 km nordost om huvudstaden Bern. Toppen på Belchenflue är 1 099 meter över havet, eller 358 meter över den omgivande terrängen. Bredden vid basen är 5,9 km.
Terrängen runt Belchenflue är huvudsakligen kuperad. Runt Belchenflue är det tätbefolkat, med 369 invånare per kvadratkilometer.. Närmaste större samhälle är Olten, 7,1 km öster om Belchenflue. 
I omgivningarna runt Belchenflue växer i huvudsak blandskog.